# Cupa Dacia
Cupa DACIA se desfășoară ca parte a Campionatului Național de Raliuri din România și este una dintre cele mai longevive competiții monomarcă din automobilismul european. Înființată în 2007, Cupa DACIA a format peste 200 de sportivi și este o rampă de lansare pentru tinerele talente ale raliurilor. Primele 9 ediții s-au desfășurat exclusiv cu modelul Logan Cup 1.6 MPi, iar în 2016 a fost introdus oficial și modelul Sandero 0.9 TCe. Competiția este organizată de Mach 1 Sport, o companie cu o vastă experiență în automobilism sportiv, condusă de pilotul George Grigorescu.

## Concept
Cupa DACIA a venit ca răspuns la nevoia tinerilor aspiranți de a avea o cale accesibilă, sigură și fiabilă pentru a debuta în lumea raliurilor, fără a face rabat de la performanță. Încă de la prima ediție, competiția promovează tehnologia în motorsport prin dezvoltarea unui produs modern "Made in Romania", optimizat pentru performanțe de vârf și costuri mici de întreținere.
Regulamentele Cupei DACIA asigură ca toate mașinile participante să fie identic configurate din punct de vedere tehnic, lăsând astfel loc unei reale lupte de concentrare și competență. Cupa DACIA pune accent pe fairplay, pe experiența umană autentică și pe evidențierea fiecărui sportiv în parte.

###### Start în motorsport. Aleargă românește!
Sezonul 2016 a marcat aniversarea unui deceniu de existență a Cupei DACIA și a adus o serie de schimbări pozitive în structura competiției. Odată cu introducerea noului model Sandero 0.9 TCe pregătit pentru raliuri s-a creat o nouă perspectivă asupra automobilismului sportiv, impunând o imagine dinamică și tânără. Noul produs este o soluție atractivă atât pentru debutanți, cât și pentru prezențele constante din competițiile automobilistice, fiind competitivă și în clasamentele superioare ale campionatului, precum clasa 9 sau Două Roți Motrice.
Cupa DACIA și-a asumat astfel sloganul "Start în motorsport. Aleargă românește!" și a început o campanie intensivă de promovare și informare în mediul online, pentru promovarea sportului, dar și a siguranței rutiere în rândul tinerilor. Interacțiunea publicului cu sportivii este încurajată la fiecare etapă iar Cupa DACIA a devenit un "acasă" în motorsportul românesc. Popularitatea crescută în rândul piloților a făcut ca 20%-25% din totalul mașinilor care au luat startul în Campionatul Național de Raliuri 2017 să fie înscrise în Cupa DACIA. 

## Sportivi
Familia Cupei DACIA este formată din peste 200 de piloți și copiloți, femei și bărbați, de toate vârstele și ocupațiile. Dintre aceștia, cea mai remarcabilă evoluție a avut-o pilotul clujean Simone Tempestini, Campion Mondial de Raliuri la Juniori în 2016 și dublu campion național de raliuri (2015, 2016). El a debutat în 2012 în cadrul Cupei DACIA, de la 16 ani.
Alți piloți cu rezutate remarcabile sunt Raul Badiu (Campion două roți motrice 2015), Florin Tincescu, Edwin Keleti, Vlad Cosma, Sebi Barbu. 

###### Pilot de raliuri de la 16 ani
Cupa DACIA este una dintre singurele modalități reglementate prin care tinerii care au început o carieră în karting pot evolua către alte discipline ale automobilismului, păstrând continuitatea. Piloții sau copiloții pot debuta încă de la 16 ani, respectând o serie de reguli suplimentare, printre care obligativitatea de a avea alături un sportiv cu experiență, validat de Comisia de Raliuri a Federației Române de Automobilism Sportiv. 

## Mașini
Începând cu cea de-a zecea ediție - Cupa DACIA 2016 - sportivii pot participa în competiție cu oricare dintre cele două modele de mașini de raliu: Dacia Logan 1.6 MPi (din 2007) și Dacia Sandero 0.9 TCe (din 2016). Nu există clasamente separate pentru cele două modele.

### Dacia Logan Cup 1.6 MPi
1598 cmc 
4 cilindri - 8 supape 
95 CP/5500 rpm 
145 Nm/3000 rpm

### Dacia Sandero 0.9 TCe
898 cmc 
3 cilindri - 12 supape 
115 CP/6000 rpm 
220 Nm/3800 rpm

## Istoric câștigători
| Ediție | Sezon | Parteneri                                                       | Clasament General                 | Clasament General                  | Clasament General                  | Clasament Debutanți             | Clasament Debutanți             | Număr total echipaje înscrise | Număr debutanți înscriși | Observații |
| ------ | ----- | --------------------------------------------------------------- | --------------------------------- | ---------------------------------- | ---------------------------------- | ------------------------------- | ------------------------------- | ----------------------------- | ------------------------ | ---------- |
| 1      | 2007  | Nestle - JOE Dacia Michelin                                     | 1                                 | Cristian Turbatu Silviu Stefanescu | Cristian Turbatu Silviu Stefanescu | Bogdan Stanoiev Dănuț Hațigan   | Bogdan Stanoiev Dănuț Hațigan   | 14                            | 5                        |            |
| 1      | 2007  | Nestle - JOE Dacia Michelin                                     | 2                                 | Bogdan Stanoiev Dănuț Hațigan      | Bogdan Stanoiev Dănuț Hațigan      | Alina Bunica Ioan Dicoi         | Alina Bunica Ioan Dicoi         | 14                            | 5                        |            |
| 1      | 2007  | Nestle - JOE Dacia Michelin                                     | 3                                 | Ernest Mulner Florin Colceriu      | Ernest Mulner Florin Colceriu      | Lucian Sauciuc Liviu Gania      | Lucian Sauciuc Liviu Gania      | 14                            | 5                        |            |
| 2      | 2008  | Ursus Dacia Michelin Bosch Orange Kiss FM                       | 1                                 | Edwin Keleti Victor Ponta          | Edwin Keleti Victor Ponta          | Vlad Cosma Adrian Jucan         | Vlad Cosma Adrian Jucan         | 19                            | 11                       |            |
| 2      | 2008  | Ursus Dacia Michelin Bosch Orange Kiss FM                       | 2                                 | Vlad Cosma Adrian Jucan            | Vlad Cosma Adrian Jucan            | Ladislau Szekely Bianca Szekely | Ladislau Szekely Bianca Szekely | 19                            | 11                       |            |
| 2      | 2008  | Ursus Dacia Michelin Bosch Orange Kiss FM                       | 3                                 | Bogdan Samoilă Florin Cojocaru     | Bogdan Samoilă Florin Cojocaru     | Gabriel Pap Dan Dominte         | Gabriel Pap Dan Dominte         | 19                            | 11                       |            |
| 3      | 2009  | Bosch Policolor Unior Tepid                                     | 1                                 | Vlad Cosma Florin Dorca            | Vlad Cosma Florin Dorca            | Ladislau Szekely Bianca Szekely | Ladislau Szekely Bianca Szekely | 19                            | 9                        |            |
| 3      | 2009  | Bosch Policolor Unior Tepid                                     | 2                                 | Mihai Lăcătuș Andrei Pop           | Mihai Lăcătuș Andrei Pop           | Bogdan Ușurelu Marc Esnault     | Bogdan Ușurelu Marc Esnault     | 19                            | 9                        |            |
| 3      | 2009  | Bosch Policolor Unior Tepid                                     | 3                                 | Ladislau Szekely Bianca Szekely    | Ladislau Szekely Bianca Szekely    | Marius Tănase Răzvan Băncescu   | Marius Tănase Răzvan Băncescu   | 19                            | 9                        |            |
|        | 2010  | Dacia - Piese de Origine KLAR Castrol                           | 1                                 | Viorel Ivan Gheorghe Dumitru       | Viorel Ivan Gheorghe Dumitru       | Alex Mirea Dragoș Despinoiu     | Alex Mirea Dragoș Despinoiu     | 14                            | 7                        |            |
| 2      | 2010  | Dacia - Piese de Origine KLAR Castrol                           | Bogdan Năstase Alexandru Popidan  | Bogdan Năstase Alexandru Popidan   | Sebi Barbu Răzvan Hulea            | Sebi Barbu Răzvan Hulea         |                                 | 14                            | 7                        |            |
| 3      | 2010  | Dacia - Piese de Origine KLAR Castrol                           | Adrian Grigore Marius Păunescu    | Adrian Grigore Marius Păunescu     | Ioan Mihuț Ovidiu Moldovan         | Ioan Mihuț Ovidiu Moldovan      |                                 | 14                            | 7                        |            |
|        | 2011  | Dacia - Piese de Origine Dacia Oil KLAR Castrol                 | 1                                 | Bogdan Năstase Alexandru Popidan   | Bogdan Năstase Alexandru Popidan   | Octavian Târnovean Răzvan Hulea | Octavian Târnovean Răzvan Hulea | 21                            | 9                        |            |
| 2      | 2011  | Dacia - Piese de Origine Dacia Oil KLAR Castrol                 | Viorel Ivan Dumitru Gheorghe      | Viorel Ivan Dumitru Gheorghe       | Florin Tincescu Dănuț Hațegan      | Florin Tincescu Dănuț Hațegan   |                                 | 21                            | 9                        |            |
| 3      | 2011  | Dacia - Piese de Origine Dacia Oil KLAR Castrol                 | Octavian Târnovean Răzvan Hulea   | Octavian Târnovean Răzvan Hulea    | Sebi Gioarsă Dan Feurdean          | Sebi Gioarsă Dan Feurdean       |                                 | 21                            | 9                        |            |
|        | 2012  | Dacia - Piese de Origine Dacia Oil Dmack                        | 1                                 | Bogdan Barbu Doru Vraja            | Bogdan Barbu Doru Vraja            | Raul Badiu Sergiu Itu           | Raul Badiu Sergiu Itu           | 24                            | 10                       |            |
| 2      | 2012  | Dacia - Piese de Origine Dacia Oil Dmack                        | Raul Badiu Sergiu Itu             | Raul Badiu Sergiu Itu              | Bogdan Vrabie Rareș Badea          | Bogdan Vrabie Rareș Badea       |                                 | 24                            | 10                       |            |
| 3      | 2012  | Dacia - Piese de Origine Dacia Oil Dmack                        | Florin Tincescu Iulian Nicolaescu | Florin Tincescu Iulian Nicolaescu  | Peter Kelemen Florin Hangu         | Peter Kelemen Florin Hangu      |                                 | 24                            | 10                       |            |
|        | 2013  | Dacia - Piese de Origine Dolce Sport KLAR Dmack                 | 1                                 | Raul Badiu Răzvan Hulea            | Raul Badiu Răzvan Hulea            | Raul Olesch Denisa Nechita      | Raul Olesch Denisa Nechita      | 15                            | 3                        |            |
| 2      | 2013  | Dacia - Piese de Origine Dolce Sport KLAR Dmack                 | Florin Tincescu Iulian Nicolaescu | Florin Tincescu Iulian Nicolaescu  | Andrei Stan Liviu Lăcătuș          | Andrei Stan Liviu Lăcătuș       |                                 | 15                            | 3                        |            |
| 3      | 2013  | Dacia - Piese de Origine Dolce Sport KLAR Dmack                 | Viorel Ivan Dumitru Gheorghe      | Viorel Ivan Dumitru Gheorghe       | Cornel Gărdean Mihai Ciurea        | Cornel Gărdean Mihai Ciurea     |                                 | 15                            | 3                        |            |
|        | 2014  | Unior Tepid Pilot ro group TORO TCM Turbo Dmack                 | 1                                 | Bogdan Nastase Petru Paler         | Bogdan Nastase Petru Paler         | Bogdan Talașman Andrei Mitrașcă | Bogdan Talașman Andrei Mitrașcă | 17                            | 6                        |            |
| 2      | 2014  | Unior Tepid Pilot ro group TORO TCM Turbo Dmack                 | Adrian Teslovan Cseh Imre         | Adrian Teslovan Cseh Imre          | Andrei Crăciunescu Alina Pop       | Andrei Crăciunescu Alina Pop    |                                 | 17                            | 6                        |            |
| 3      | 2014  | Unior Tepid Pilot ro group TORO TCM Turbo Dmack                 | Bogdan Talașman Andrei Mitrașcă   | Bogdan Talașman Andrei Mitrașcă    | Andrei Coreanu Vlad Cosma          | Andrei Coreanu Vlad Cosma       |                                 | 17                            | 6                        |            |
|        | 2015  | Unior Tepid Pilot TCM Turbo Oreca Dmack                         | 1                                 | Bogdan Talașman Andrei Mitrașcă    | Bogdan Talașman Andrei Mitrașcă    | Gabriel Ene Ciprian Solomon     | Gabriel Ene Ciprian Solomon     | 10                            | 3                        |            |
| 2      | 2015  | Unior Tepid Pilot TCM Turbo Oreca Dmack                         | Adrian Drăgan Valentin Brădățeanu | Adrian Drăgan Valentin Brădățeanu  | Norbert Maior Alina Pop            | Norbert Maior Alina Pop         |                                 | 10                            | 3                        |            |
| 3      | 2015  | Unior Tepid Pilot TCM Turbo Oreca Dmack                         | Norbert Maior Alina Pop           | Norbert Maior Alina Pop            | Andrei Mitre Mihai Căpeț           | Andrei Mitre Mihai Căpeț        |                                 | 10                            | 3                        |            |
|        | 2016  | Michelin Mival Class Viarom Pilot Sixt Oreca                    | 1                                 | Raul Badiu Gabriel Lazăr           | Logan                              | Dan Zaharia Sebastian Itu       | Logan                           | 14                            | 8                        |            |
| 2      | 2016  | Michelin Mival Class Viarom Pilot Sixt Oreca                    | Bogdan Talașman Andrei Mitrașcă   | Logan                              | Daniel Rusciuga Miță Lăzărescu     | Sandero                         |                                 | 14                            | 8                        |            |
| 3      | 2016  | Michelin Mival Class Viarom Pilot Sixt Oreca                    | Norbert Maior Alina Pop           | Sandero                            | Andrei Gîrtofan Doru Vraja         | Logan                           |                                 | 14                            | 8                        |            |
|        | 2017  | Unior Tepid RCI Leasing Michelin Mival Class Viarom Pilot Oreca | 1                                 | Mihnea Mureșan Andrei Hicea        | Sandero                            | Mihnea Mureșan Andrei Hicea     | Sandero                         | 19                            | 9                        |            |
| 2      | 2017  | Unior Tepid RCI Leasing Michelin Mival Class Viarom Pilot Oreca | Norbert Maior Dorin Pulpea        | Sandero                            | Alexandru Gheorghe Ciprian Solomon | Sandero                         |                                 | 19                            | 9                        |            |
| 3      | 2017  | Unior Tepid RCI Leasing Michelin Mival Class Viarom Pilot Oreca | Viorel Ivan Dumitru Gheorghe      | Logan                              | Dragoș Popa Sorin Colceriu         | Logan                           |                                 | 19                            | 9                        |            |